# 5

「五」の筆順

5（五、伍、ご、う、いつつ、いつ）は、自然数また整数において、4の次で6
の前の数である。
英語では、基数詞でfive、序数詞では、5th、fifthとなる。
ラテン語ではquinque（クゥィンクゥェ）。

## 性質
- 5 は3番目の素数である。1つ前は3、次は7。
  - 3の次の奇数。乗除単位元である1を除けば、2番目に小さい奇数である。
  - 三角数 − 1 で表せる最大の素数である。1つ前は2。
  - 約数の和は6。
    - 約数の和が倍積完全数になる2番目の数である。1つ前は1、次は12。
    - 約数関数から導き出される数列 {\displaystyle a_{n}=\sigma (a_{n-1})} はその初期値によって異なる数列になる。異なる数列になる2番目の初期値(最小の値)を表す数である。1つ前は2、次は16。(ただし1を除く)(オンライン整数列大辞典の数列 A257348)
- 5 = 5 + 0 × ω (ωは1の虚立方根)
  - a + 0 × ω (a > 0) で表される2番目のアイゼンシュタイン素数である。1つ前は2、次は11。
- 5 = 22 + 1 
  - 2番目のフェルマー素数である。また n! − 1 の形 (3! − 1) にもなっている。
    - これにより、正五角形はコンパスと定規だけで作図できる。

  - n2 + 1 で表される2番目の素数である。1つ前は2、次は17。
  - 5 = 1 × 22 + 1 より2番目のプロス数である。1つ前は3、次は9。
    - 2番目のプロス素数である。1つ前は3、次は13。

  - n = 2 のときの 2n + 1 の値とみたとき1つ前は3、次は9。(オンライン整数列大辞典の数列 A000051)
  - 5 = 22 × 30 + 1
    - 3番目のピアポント素数である。1つ前は3、次は7。(オンライン整数列大辞典の数列 A005109)

  - 5 = 12 + 22
    - 2番目の四角錐数である。1つ前は1、次は14。
    - 異なる2つの平方数の和1通りで表せる最小の数である。次は10。
    - 異なる2つの平方数の和を用いて n 通りで表せる最小の数である。次の2通りは65。(オンライン整数列大辞典の数列 A093195)

  - 5 = 02 + 12 + 22
    - 3連続整数の最小の平方和である。次は14。ただし負の数を含むとき1つ前及び最小は2 ((−1)2 + 02 + 12)。
- 1/5 = 0.2
  - 逆数が有限小数になる3番目の数である。1つ前は4、次は8。(オンライン整数列大辞典の数列 A003592)
  - 自然数の逆数が小数第一位で収まる有限小数になる数は、1/2 = 0.5 、 1/5 = 0.2 、1/10 = 0.1 の3つある。
- n ≥ 5 の時、対称群 Sn は可解ではない。
  - 5次以上の方程式に解の公式が存在しないのは解の個数からできる対称群が可換複素数群で表すことができないからである。
- 5以上の素数pについて1からp-1までの調和数の分子は、p2の倍数になる。(ウォルステンホルムの定理（英語版）)
- 5の冪の基数で、51 。1つ前は1、次は25。
- 5番目のフィボナッチ数である。1つ前は 3、次は 8。
  - 3番目のフィボナッチ素数である。1つ前は3、次は13。
- 2番目の五角数である。5 = 2 × (3 × 2 − 1)/2。1つ前は1、次は12。
- 2番目の五胞体数である。1つ前は1、次は15。
  - 5 = 2 × 3 × 4 × 5/1 × 2 × 3 × 4
- 2番目のスーパー素数である。1つ前は 3、次は11。
- 3番目のペル数である。1つ前は2、次は12。
- 3番目のカタラン数である。1つ前は2、次は14。
- 5 = 3! − 2! + 1!。3番目の交互階乗である。1つ前は1、次は19。
- 3とペアの(3, 5), 7との組(5, 7) はそれぞれ1番目、2番目の双子素数である。次は (11, 13)。
  - (3, 5, 7) は唯一 (n, n + 2, n + 4) の形の三つ子素数である。
  - n, n + 2, n + 6, n + 8 が全て素数となる最小の素数。四つ子素数といい (5, 7, 11, 13)は最小の組、次は (11, 13, 17, 19) 。
- 3番目のソフィー・ジェルマン素数。1つ前は3、次は11。
- 最小の安全素数。次は7。
  - ソフィー・ジェルマン素数かつ安全素数である最小の素数。次は11。（オンライン整数列大辞典の数列 A59455）
- 5 = 10 + 11 + 12 + 13 + 14
  - n = 1 のときの n0 + n1 + n2 + n3 + n4 の値とみたとき1つ前は0、次は31。
- p = 5 のとき 2p − 1 からできる 25 − 1 = 31 は3番目のメルセンヌ素数である。
- 5! = 120
  - 5! − 1 = 119 = 7 × 17
  - 5! + 1 = 121 = 112 であり、共に合成数である。
- 5 を含むピタゴラス数
  - 32 + 42 = 52
  - 52 + 122 = 132
- ピタゴラス数である3数のうち少なくとも1つは 5 の倍数である。
- 全ての自然数は負を含めると5つの3乗数の和で表せる。
- 九九では 1 の段で 1 × 5 = 5（いんごがご）、5 の段で 5 × 1 = 5（ごいちがご）と2通りの表し方がある。
- (5, 6) の組は最小のルース＝アーロン・ペアである。次に小さい組は(8, 9)。
- 5 = 2 + 3
  - 連続した素数の和で表すことのできる唯一の素数である。
  - 素数の総和とみたとき1つ前は2、次は10。
  - 連続素数和が素数となる2番目の素数である。1つ前は2、次は17。
  - 5 = 21 + 3
    - n = 1 のときの 2n + 3 の値とみたとき1つ前は4、次は7。(オンライン整数列大辞典の数列 A062709)
      - 2n + 3 の形の最小の素数である。次は7。(オンライン整数列大辞典の数列 A057733)
- 2乗すると25となるため、5の累乗数は一の位が 5 となる。
  - 2番目の自己同形数である。1つ前は1、次は6。
- 5 = (2φ − 1)2
- n = 5 のときの n4 + ( n + 1 )4 において、54 + ( 5 + 1 )4 = 54 + 64 = 1921 = 17 × 113 となり、合成数となる最小の n である。
- 各位の和が5となるハーシャッド数は100までに2個、1000までに9個、10000までに22個ある。
- 5番目のハーシャッド数である。1つ前は4、次は6。
  - 5を基とする最小のハーシャッド数である。次は50。
- 各位の和(数字和)が5になる最小の数である。次は14。
  - 各位の和が5になる数で最小の素数である。次は23。(オンライン整数列大辞典の数列 A062341)
- 各位の平方和が25になる最小の数である。次は34。(オンライン整数列大辞典の数列 A003132)
  - 各位の平方和が n になる最小の数である。1つ前の24は224、次の26は15。(オンライン整数列大辞典の数列 A055016)
- 各位の立方和が125になる最小の数である。次は50。(オンライン整数列大辞典の数列 A055012)
  - 各位の立方和が n になる最小の数である。1つ前の124は223333、次の126は15。(オンライン整数列大辞典の数列 A165370)
- 各位の積が5になる最小の数である。次は15。(オンライン整数列大辞典の数列 A199985)
  - 各位の積が5になる数で最小の素数である。次は151。(オンライン整数列大辞典の数列 A107691)
- 1～5までの約数の個数を加えると10個になり5の2倍になる。1～n までの約数の個数が n の整数倍になる3番目の数である。1つ前は4 (2倍)、次は15 (3倍)。(オンライン整数列大辞典の数列 A050226参照)
- 5 = 32 − 22
  - 2つの素数の平方数の差として得られる唯一の素数である。
    - 他の素数の組み合わせでは3の倍数または8の倍数となる。
例. 52 − 22 = 21 は3の倍数(3以外の奇素数と2を用いる場合)
例. 72 − 32 = 40 は8の倍数(両方に奇素数を用いる場合)

  - 5 = (3 + 2) × (3 − 2)
    - n = 3 のときの (n + 2)(n − 2) の値とみたとき1つ前は0、次は12。(オンライン整数列大辞典の数列 A028347)
- 最小の完全数6の異なる素因数の和が5である。次は9。(オンライン整数列大辞典の数列 A239546)
  - 最小の完全数6の全ての素因数の和とみたとき次は11。(オンライン整数列大辞典の数列 A276663)
- 5 = 23 − 3
  - n = 3 のときの 2n − n の値とみたとき1つ前は2、次は12。(オンライン整数列大辞典の数列 A000325)
    - 2n − n の形の2番目の素数である。1つ前は2、次は503。(オンライン整数列大辞典の数列 A081296)

  - 素数 p = 3 のときの 2p − p の値とみたとき1つ前は2、次は27。(オンライン整数列大辞典の数列 A100105)
- 5 = 6 − 1
  - n = 1 のときの 6n − n の値とみたとき1つ前は1、次は34。(オンライン整数列大辞典の数列 A024063)
    - 6n − n の形の最小の素数である。次は609359740010477。(オンライン整数列大辞典の数列 A273941)
- 以下のような無限多重根号の式で表せる。
{\displaystyle 5={\sqrt {20+{\sqrt {20+{\sqrt {20+{\sqrt {20+\cdots }}}}}}}}} , {\displaystyle 5={\sqrt {30-{\sqrt {30-{\sqrt {30-{\sqrt {30-\cdots }}}}}}}}}

## その他 5 に関すること
- 日本では、特に学校の成績は五段階評価法を採り、5 は最上位を表す。第 1、第 2 … や A、B … の昇順で級を下げる方式とはせず、5、4 … の降順で級を下げる方式を採り、1 を最下位とすることが多い。
- 中国では、木・火・土・金・水の五行思想を象徴する。日本でも、その影響により同様の思想が見られる。
- キリスト教においては、四大元素に加わる第 5 番目のものとしての「神の息吹」を象徴することもある。カトリック教会では聖痕の意味もある。[要出典]
- 哺乳類、多くの爬虫類などは、腕や足に片側 5 本の指を持つ。
  - 片手5本の指から五進法が作られた。
  - 転じて、五者の優れた人物や物事を、「五指に入る」と表現する。
- フットサル、バスケットボールは5人対5人で得点を競うスポーツ。
- 日本の国勢調査は、5年毎に行われる。
- 五つ組の画線法では、日本語では「正」の漢字を使用する。
- 中国では、5は不吉な数字。（五の発音が無（ウー）で発音が同じため。）
- 公認野球規則では、5回終了で試合成立となる。但し、後攻チームが5回表終了時点でリードしている場合や、5回裏に勝ち越した場合は、それらの時点で試合成立となる。
- トランプのゲームであるポーカーは、カード5枚の組み合わせの優劣で勝負を決める。

### 言語・文字
- 5 の接頭辞： quinque（拉）、penta（希）
  - 5倍、5重をクインティプル(クインタプル、quintuple)という。
  - 五人組や五重奏をクインテット (quintet) という。
  - 五年紀 (quinquennium) ：5 年を単位とする期間。英語でlustrumとも。60か月であり、1世代（30年）の 6分の1 に当たる。十年紀の半分。
  - 五角形 (pentagon) ：5 つの点を辺を持つ平面図形。
    - アメリカ合衆国国防総省を俗に「ペンタゴン」と呼ぶが、これは庁舎が天から見ると五角形であることに因む。
- 花札を用いて行われるゲームの1つおいちょかぶでは、5 を「ゴケ」と呼ぶ。

### 第5のもの
- 原子番号5 の元素は、ホウ素(B)。
  - 地球上で、質量数1〜4の原子核には安定核種も存在するが、質量数5の安定核種は存在しない。以降、質量数8、147、151、そして209以上の全てに地球上での安定核種が存在しない。
- 太陽系第5惑星は、木星。
- 日本の5番目の元号は慶雲。
- 日本の第5代天皇は、孝昭天皇。
- 日本の第5代内閣総理大臣は、伊藤博文。
- 日本の大相撲第5代横綱は、小野川喜三郎。
- アメリカ合衆国第5代大統領は、ジェームズ・モンロー。
- 第5代殷王は、沃丁。
- 第5代周王は、穆王。
- 第5代ローマ教皇はエウァリストゥス（在位：101年?〜108年?）である。
- タロットの大アルカナで、Vは教皇を表す。
- 易占の六十四卦で第5番目の卦は、水天需。
- 5号機 - パチスロ機の区分の1つ。
- クルアーンにおける第5番目のスーラは食卓である。
- 年始（1月1日）から5日目は1月5日。

### 番号
- 野球の守備番号5番は三塁手（サード）。スコアブックに記載されるときなどに用いられる。
- 箏
  - 『五段の調』は単に『五段』とも呼ばれ、作曲者不詳の箏曲。「段もの」に属し、五つの段よりなる器楽曲。
  - 『五段砧（ごだんぎぬた）』は、天保の頃京都の盲人音楽家光崎検校が作曲した箏曲。五つの段よりなる「砧もの」で、箏の二重奏の曲として知られる。
- ナンバープレート
  - 5ナンバーは、小型乗用車（全長 4.7 m未満、全幅 1.7 m未満、全高 2.0 m未満、ガソリン車の場合排気量 2000 cc 以下のすべての条件を満たす自動車）を指す。
  - 「・・・5」は抽選対象番号だったが 2001年1月4日に抽選番号から外された。
- テレビのチャンネル番号
  - テレビ朝日をはじめとするフルネット系列20局（ANN、朝日放送テレビ、九州朝日放送、メ〜テレ、北海道テレビを除く）、NNN系列の札幌テレビ、福岡放送、JNN系列のCBCテレビ、独立局のKBS京都、テレビ和歌山の地上デジタルリモコンID番号。
  - BS朝日のBSデジタルリモコンID番号。
  - NHK岡山総合テレビ、NHK青森、NHK仙台、NHK鹿児島教育テレビ、NNN系列の札幌テレビ、山梨放送、JNN系列のCBCテレビ、新潟放送、長崎放送、大分放送のアナログ親局チャンネル。
- JIS X 0401、ISO 3166-2:JPの都道府県コードの「05」は秋田県。
- 元F1ドライバー、ナイジェル・マンセルのウィリアムズ時代のカーナンバー。その後はセバスチャン・ベッテルが固定カーナンバーとして2022年のF1引退まで使用していた。

### 5の付く言葉
- 5 は、2 種類の対立（2者×2種類＝4）にも属しない点で、3 と同様に「中立」を意味する事がある。例えば、東西南北に中（中央）を加えて「五方」と呼ぶ。
- 五は十の半分であることから、日本語では、2 者の人や物事の力関係が拮抗する時「五分五分」と表現する。
- 五本の輪の紋章に因んで、日本では、オリンピックを「五輪」とも略する。ただし、日本独自の概念であり、他の漢字圏国も含め世界では意味が通らない。
- 企業の職場環境維持改善において唱えられる5S
- 五摂家：藤原北家の流れを汲む、江戸時代には摂政・関白になることができた公家最高の家柄を持つ近衛家・鷹司家・九条家・二条家・一条家の五家を指す。
  - 転じて、有力な五大勢力を指す。具体的には、名古屋五摂家（中部電力・東海銀行・東邦瓦斯・名古屋鉄道・松坂屋）など（ただし、東海銀行は2回の合併を経て現在は三菱UFJ銀行となっているため現在は四摂家の表現が適切）。
- 五線譜：楽譜のことを指す。ト音記号の範囲では、ミ (E) の音からオクターブ上のファ (F) の音までが収まる。五線で11音をカバーできるが、必要な時は上線・下線（五線に近いところから順に上第一線、上第二線、下第一線、下第二線）を加線していく。
- 五音音階：音楽用語。ペンタトニックスケール。
- 五目飯は炊き込みご飯の一種。
- 五目並べ
- 五重塔
- 五分五分とは英語における“フィフティー・フィフティー”のこと。
- 五星紅旗 - 中華人民共和国の国旗。
- 五香粉

### 固有名詞
5人組によるもの
- 音楽グループ
  - ジャクソン5 - アメリカの音楽グループ。マイケル・ジャクソンら兄弟5人組。
  - フィンガー5 - 琉球出身の兄弟姉妹5人で結成された音楽グループ。
  - Dream5 - 『天才てれびくんMAX』で結成された音楽グループ。
  - ペンタトニックス - アメリカ合衆国のアカペラグループ。五音音階（Pentatonic scale）が由来。
- フィクション
  - 『スーパー戦隊シリーズ』のうち、名前に5（ご・ファイブ）がつくもの。
    - 秘密戦隊ゴレンジャー
    - 大戦隊ゴーグルファイブ
    - 地球戦隊ファイブマン
    - 救急戦隊ゴーゴーファイブ

  - 奇面組ファイブ - 『ハイスクール!奇面組』の登場キャラクターである「奇面組」の、ユニット（声優ユニット）としての名義。

音楽グループ（上記を除く）
- ピチカート・ファイヴ - 日本の音楽グループ。

音楽作品
- /05 - 坂本龍一のアルバム。

テレビ番組
- FiVE（ファイブ） - 1997年に日本テレビ系で放送されたテレビドラマ。
- クイズ!あなたは小学5年生より賢いの? - 日本テレビ系で放送されているクイズ番組。

乗用車
- ルノー・5（サンク） - ルノーがかつて製造していた小型乗用車。
- BMW・5シリーズ

その他
- Intel Pentium (1993年) - "ギリシア語で「5」を意味するPentaとラテン語で「要素」を意味するiumをつなげてPentiumと作った言葉。

## 5個1組の概念
- 五大元素 - 5種類の元素。
  - 五大 - 仏教で、地・水・火・風・空。
  - 五行 - 道教で、木・火・土・金・水。
    - 五色 - 上記の五行に相当する色で、青・赤・黄・白・黒。

- 五臓 - 肝・心・脾・肺・腎。（→五臓六腑）
- 五腑 - 胆(胆嚢と肝臓)・小腸・胃・大腸・膀胱。
- 五感 - 視覚・聴覚・嗅覚・味覚・触覚。5種類の感覚。
- 五穀 - 稲・麦・粟・黍・豆。
- 五方 - 東・西・南・北・中。若しくは左・右・前・後・中。
- 五体 - 頭・首・胸・手・足。若しくは両手・両足・頭。
  - 漢方では筋・血脈・肌肉・骨・皮。
  - 書道では、五つの書体。篆・隷・真・行・草。若しくは古文・大篆・小篆・八分・隷書。
- 五刑 - 笞・杖・徒・流・死。
- アメリカ五大湖 - スペリオル湖・ヒューロン湖・ミシガン湖・エリー湖・オンタリオ湖。
- 五大陸 - ヨーロッパ・アジア・アフリカ・オセアニア・アメリカ。
- 五大洋 - 太平洋・大西洋・北極洋・インド洋・南極洋。
- 五街道 - 東海道・甲州街道・中山道・日光街道・奥州街道。
- 富士五湖 - 河口湖・山中湖・西湖・本栖湖・精進湖。
- 三方五湖 - 三方湖・水月湖・菅湖・久々子湖・日向湖。
- 肥後五鶏 - 肥後チャボ、久連子鶏、熊本種、地すり、天草大王。
- 五大紙 - 日本経済新聞、毎日新聞、読売新聞、朝日新聞、産経新聞。（→全国紙）
- 日本のオートバイ五大メーカー - カワサキ・ヤマハ・ホンダ・スズキ・フキ。
- 日本のビール五大メーカー - キリン・アサヒ・サッポロ・サントリー・オリオン。
- 炎症の5大徴候 - 発赤、熱感、腫張、疼痛、機能障害。
- 五行 - イスラム教で、信仰告白（シャハーダ）・礼拝（サラー）・喜捨（ザカート）・断食（サウム）・巡礼（ハッジ）

## 符号位置
| 記号 | Unicode | JIS X 0213 | 文字参照            | 名称                                           |
| ---- | ------- | ---------- | ------------------- | ---------------------------------------------- |
| 5    | U+0035  | 1-3-20     | &#x35; &#53;        | DIGIT FIVE                                     |
| ５   | U+FF15  | 1-3-20     | &#xFF15; &#65301;   | FULLWIDTH DIGIT FIVE                           |
| ⁵    | U+2075  | -          | &#x2075; &#8309;    | SUPERSCRIPT FIVE                               |
| ₅    | U+2085  | -          | &#x2085; &#8325;    | SUBSCRIPT FIVE                                 |
| ৸    | U+09F8  | -          | &#x9F8; &#2552;     | BENGALI CURRENCY NUMERATOR FIVE                |
| ༮    | U+0F2E  | -          | &#xF2E; &#3886;     | TIBETAN DIGIT HALF FIVE                        |
| ፭    | U+136D  | -          | &#x136D; &#4973;    | ETHIOPIC DIGIT FIVE                            |
| ᧕    | U+19D5  | -          | &#x19D5; &#6613;    | NEW TAI LUE THAM DIGIT FIVE                    |
| Ⅴ    | U+2164  | 1-13-25    | &#x2164; &#8548;    | ROMAN NUMERAL FIVE                             |
| ⅴ    | U+2174  | 1-12-25    | &#x2174; &#8564;    | SMALL ROMAN NUMERAL FIVE                       |
| ⑤    | U+2464  | 1-13-5     | &#x2464; &#9316;    | CIRCLED DIGIT FIVE                             |
| ⑸    | U+2478  | -          | &#x2478; &#9336;    | PARENTHESIZED DIGIT FIVE                       |
| ⒌    | U+248C  | -          | &#x248C; &#9356;    | DIGIT FIVE FULL STOP                           |
| ⓹    | U+24F9  | 1-6-60     | &#x24F9; &#9465;    | DOUBLE CIRCLED DIGIT FIVE                      |
| ❺    | U+277A  | 1-12-5     | &#x277A; &#10106;   | DINGBAT NEGATIVE CIRCLED DIGIT FIVE            |
| ➄    | U+2784  | -          | &#x2784; &#10116;   | DINGBAT CIRCLED SANS-SERIF DIGIT FIVE          |
| ➎    | U+278E  | -          | &#x278E; &#10126;   | DINGBAT NEGATIVE CIRCLED SANS-SERIF DIGIT FIVE |
| ㆖   | U+3196  | -          | &#x3196; &#12694;   | IDEOGRAPHIC ANNOTATION FIVE MARK               |
| ㈤   | U+3224  | -          | &#x3224; &#12836;   | PARENTHESIZED IDEOGRAPH FIVE                   |
| ㊄   | U+3284  | -          | &#x3284; &#12932;   | CIRCLED IDEOGRAPH FIVE                         |
| 五   | U+4E94  | 1-24-62    | &#x4E94; &#20116;   | CJK Ideograph, number five                     |
| 伍   | U+4F0D  | 1-24-64    | &#x4F0D; &#20237;   | CJK Ideograph, number five                     |
| 𐄋    | U+1010B | -          | &#x1010B; &#65803;  | AEGEAN NUMBER FIVE                             |
| 𐡜    | U+1085C | -          | &#x1085C; &#67676;  | IMPERIAL ARAMAIC NUMBER FIVE                   |
| 𐤚    | U+1091A | -          | &#x1091A; &#67866;  | PHOENICIAN NUMBER FIVE                         |
| 𐩄    | U+10A44 | -          | &#x10A44; &#68164;  | KHAROSHTHI DIGIT FIVE                          |
| 𐪁    | U+10A81 | -          | &#x10A81; &#68225;  | OLD SOUTH ARABIAN NUMBER FIVE                  |
| 𐭜    | U+10B5C | -          | &#x10B5C; &#68444;  | INSCRIPTIONAL PARTHIAN NUMBER FIVE             |
| 𐹤    | U+10E64 | -          | &#x10E64; &#69220;  | RUMI DIGIT FIVE                                |
| 𝍤    | U+1D364 | -          | &#x1D364; &#119652; | COUNTING ROD UNIT DIGIT FIVE                   |
| 🄆︎    | U+1F106 | -          | &#x1F106; &#127238; | DIGIT FIVE COMMA                               |
| 𝟝    | U+1D7DD | -          | &#x1D7DD; &#120797; | MATHEMATICAL DOUBLE-STRUCK DIGIT FIVE          |
| 𝟻    | U+1D7FB | -          | &#x1D7FB; &#120827; | MATHEMATICAL MONOSPACE DIGIT FIVE              |
| 𝟓    | U+1D7D3 | -          | &#x1D7D3; &#120787; | MATHEMATICAL BOLD DIGIT FIVE                   |
| 𝟧    | U+1D7E7 | -          | &#x1D7E7; &#120807; | MATHEMATICAL SANS-SERIF DIGIT FIVE             |
| 𝟱    | U+1D7F1 | -          | &#x1D7F1; &#120817; | MATHEMATICAL SANS-SERIF BOLD DIGIT FIVE        |

## 他の表現法
| モールス符号 |
| ・・・・・   |

|        |          | ⠑    |
| 信号旗 | 手旗信号 | 点字 |